# Планинско шапиче
Планинско шапиче (Alchemilla monticola) е вид растение, принадлежащо към семейство Розови. Включено е в списъка на лечебните растения съгласно Закона за лечебните растения.
Естественият ареал на вида се простира от Европа до Сибир и Централен Китай.